# Litoria rubella
Litoria rubella és una espècie de granota del gènere Litoria de la família dels hílids. Originària d'Austràlia i Nova Guinea.